# アレクサンドル1世 (モルダヴィア公)
アレクサンドル1世（Alexandru I Mușat,1375年 - 1432年1月1日）は、15世紀のモルダヴィア公（在位：1400年 - 1432年1月1日）。善良公（cel Bun）と称される。モルダヴィア公ロマン1世の子。

## 生涯
1400年、ワラキア公国のミルチャ老公の支援を受け、モルダヴィア公に即位した。アレクサンドルの娘はミルチャの息子であるヴラド2世の元に嫁いだ。小説『吸血鬼ドラキュラ』に登場するドラキュラ伯爵のモデルとして有名なヴラド・ツェペシュは彼の外孫にあたる。1401年、コンスタンティノープル総主教の許可を受け、首都スチャバに府主教座を設置することに成功した。
旧宗主国・ハンガリー王国のジギスムントがモルダヴィアに対する宗主権を復活させようと図る状況下、北方の強国・ポーランド王国と友好を保つことが自国を利するとアレクサンドルは考え、ポーランド、リトアニア連合軍とドイツ騎士団との戦いには援軍として参戦した。1412年、ハンガリーとポーランドが接近しハンガリーの対オスマン戦にモルダヴィアが協力しない場合にはモルダヴィアを両国で占領・分割する旨のルブリン条約を締結したが、アレクサンドルの勢威は強くこれを阻止した。
1432年1月1日、アレクサンドルは死去し、息子のイリアシュ1世が跡を継いだ。30年余りの治世中、安定的な統治を行ったアレクサンドルの死後、彼の息子や孫たちによる公位争奪戦が激化する。貴族の派閥対立に加え外国勢力の介入も招いて公位は頻繁に入れ替わり、公国は四半世紀の間不安定化することとなる。